# Гарфийлд и приятели
„Гарфийлд и приятели“ (на английски: Garfield and Friends) e американски анимационен сериал, произведен от 1988 до 1994 г. Той се основава на комикса Garfield на Джим Дейвис. Със своите седем сезона и 121 епизода „Гарфийлд и приятели“ е един от най-дългите анимационни сериали на всички времена. Основен сценарист и режисьор на озвучаването е Марк Еваниър.

## Сюжет
Всеки епизод съдържа по две истории Garfield и една история U.S. Acres (Orson's Farm)- друг комикс на Джим Дейвис. Има и кратки истории, наречени quickie. Първоначално във всеки епизод има по две такива истории Garfield и една Orson's Farm. Впоследствие сред тези истории има и по една с клоуна Бинки – герой от сериала, – наречена Screaming with Binky. След това започва да има по едно quickie на епизод – Garfield.

## Герои

### Герои в „Гарфийлд“
- Гарфийлд е дебел оранжев котарак, който обича да яде, да спи и да гледа телевизия постоянно. Обича да прави номера на Нърмал и на пощальона. Гарфийлд, както и повечето животни, не може да говори, но ние чуваме това, което той мисли и иска да каже. Озвучава се от Лоренцо Мюзик.[1]
- Оди е жълто не много интелигентно куче с дълъг език, което често лигави Гарфийлд. Обича традиционни кучешки игри. Гарфилд не обича Оди и го рита от масата. Оди е единственото неговорещо животно, чиито мисли не чуваме (всъщност Оди говори съвсем малко). Озвучава се от Грег Бъргър.[1]
- Джон Арбакъл е стопанинът на Гарфийлд и Оди. Той постоянно се забърква в нещо. Озвучава се от Том Хюдж.[1]
- Нърмал е малък котарак, който се самообявява за най-сладкото коте на света. Хората го харесват и му дават разни неща, заради което Гарфилд му завижда. Гарфийлд винаги се опитва да изпрати Нърмал в Абу Даби. Озвучава се от Дезире Гойе.[1]
- Бинки е телевизионен клоун, който крещи. Озвучава се от Том Хюдж.[1]
- Лиз Уилсън е ветеринарна лекарка, която прави изследвания на Гарфийлд. Появява се като сериозна жена. Озвучава се от Джули Пейн.[1]
- Флойд е мишок, който живее в мишата дупка в къщата на Джон. Той е най-добрият приятел на Гарфилд. Известен е в сериала с това, че Гарфийлд му дава роли рядко. Озвучава се от Грег Бъргър.[1]
- Пощальонът най-често става жертва на шегите на Гарфийлд, повечето от които са разнообразни капани. Озвучава се от Грег Бъргър.[1]
- Пенелъпи е приятелката на Гарфийлд. Изпълнява същата роля като Арлийн от комикса. Озвучава се от Виктория Джаксън.[1]

### Герои във „Фермата на Орсън“
- Орсън е прасе. Той обича да чете книги и да си представя много неща. Неговото въображение обхваща и околните. Орсън често се преобразява в супер герой под името Суперпрасето. Озвучава се от Грег Бърсън.[1]
- Рой е петел, който само си прави шеги и номера. Озвучава се от Том Хюдж.[1]
- Уейд е паток. Той се страхува от много неща, понякога и от най-малкото нещо. Често Уейд става жертва на номерата на Рой. На кръста си носи пояс, върху който е изобразена главата му. Каквито движения прави главата на Уейд, такива движения прави и образът ѝ върху пояса. Озвучава се от Хауърд Морис.[1]
- Бо е весел овен с положителна нагласа. Той често използва фразата „човече“. Озвучава се от Франк Уелкър.[1]
- Ланолин е сестра близначка на Бо. През по-голямата част от времето тя е в лошо настроение и спори с брат си. Озвучава се от Джули Пейн.[1]
- Букър е малко мъжко пиленце. Той е винаги на лов за червеи. Озвучава се от Франк Уелкър.[1]
- Шелдън е брат на Букър, но още не се е излюпил. Шелдън има всичко в черупката си. Озвучава се от Франк Уелкър.[1]
- Морт, Горт и Уорт са тримата по-големи братя на Орсън, които винаги се опитват да откраднат зеленчуци от фермата. Озвучава се от Франк Уелкър, Том Хюдж и Хауърд Морис.[1]

## „Гарфийлд и приятели“ в България
В България Мейстар разпространява 3 VHS касети, сляти в 8 епизода около 2005 г. Ролите се озвучават от Даниела Йорданова, Силвия Русинова, Николай Николов, Силви Стоицов и Здравко Методиев. Преводач е Златна Костова, тонрежисьор – Стефан Дучев и режисьор на дублажа е Димитър Кръстев.
През 2007 г. е излъчван по TV 7 и Super 7. В епизодите от 53 нататък ролите се озвучават от артистите Мариана Лечева, Живко Джуранов и Явор Караиванов. Преводът е на Вергиния Георгиева и Дина Колева, режисьор на дублажа е Мария-Ана Саво, а тонрежисьор е Ангел Топорчев.